# 金山南インターチェンジ
金山南インターチェンジ（かねやまみなみインターチェンジ）は山形県最上郡金山町で事業中の東北中央自動車道（新庄金山道路）のインターチェンジである。名称は仮称である。

## 接続する道路
- 直接接続
  - 山形県道320号仁田山平岡線
- 間接接続
  - 国道13号

## 沿革
- 2015年（平成27年）度 : 新庄金山道路が事業化[1]。
- 未定 : 新庄真室川IC - 金山IC間開通に伴い供用開始予定[2]。

## 隣
E13 東北中央自動車道（新庄金山道路）
新庄真室川IC - 金山南IC（仮称・事業中） - 金山IC（仮称・事業中）